# جائزة النمسا الكبرى 2017
جائزة النمسا الكبرى 2017 هو سباق فورمولا 1 أقيم بتاريخ 9 يوليو 2017 في ريد بول رينغ، ستيفن سبيلبرغ، شتايرمارك، النمسا. كان التاسع من أصل 20 في بطولة العالم لسباقات الفورمولا واحد موسم 2017. حلّ الفنلندي فالتيري بوتاس أولا بينما جاء الألماني سباستيان فيتل في المركز الثاني وحصل على المركز الثالث الأسترالي دانيل ريكاردو. بلغ الحضور 145,000.

## الترتيب النهائي
|         | الترتيب | السائق        | النقاط |
| ------- | ------- | ------------- | ------ |
|         | 1       | سباستيان فيتل | 171    |
|         | 2       | لويس هاملتون  | 151    |
|         | 3       | فالتيري بوتاس | 136    |
|         | 4       | دانيل ريكاردو | 107    |
|         | 5       | كيمي رايكونن  | 83     |
| المصدر: |         |               |        |